# Кызылжар (Байдибекский район)
Кызылжар (каз. Қызылжар) — село в Байдибекском районе Туркестанской области Казахстана. Входит в состав Жамбылского сельского округа. Код КАТО — 513653300.

## Население
В 1999 году население села составляло 165 человек (85 мужчин и 80 женщин). По данным переписи 2009 года, в селе проживало 80 человек (43 мужчины и 37 женщин).